# Short S.8 Calcutta
El Short S.8 Calcutta fue un hidrocanoa trimotor biplano comercial fabricado por la compañía Short Brothers. Encargado y utilizado en el tramo mediterráneo de la ruta entre Gran Bretaña y la India operada por la aerolínea Imperial Airways. De este modelo derivan el tipo militarizado S.8/8 Rangoon y el prototipo para la Armada Imperial Japonesa S.15 K.F.1.

## Diseño y desarrollo
El hidrocanoa biplano Calcutta se originó a partir de un requisito de Imperial Airways para dar servicio en los tramos mediterráneos de su línea hacia y desde la India. El proyecto se basó en el diseño del bimotor militar de reconocimiento Short S.5 Singapore I, que había mostrado una alta fiabilidad en el servicio naval. El Calcutta fue notable por ser el primer hidrocanoa con revestimiento corrugado y casco de metal. Estaba equipado con tres motores radiales Bristol Jupiter IXF de 410 kW (550 hp) montados entre las alas. Los dos pilotos volaban el avión desde una cabina abierta, mientras el operador de radio compartía la cabina principal con 15 pasajeros. El prototipo G-EBVG se construyó a principios de 1928.

### Short S.8/8 Rangoon
En 1929, la Real Fuerza Aérea necesitaba reemplazos urgentes de los Supermarine Southampton II. En 1930, de resultas de la Especificación R.18/29 del Ministerio del Aire británico, que requería un hidrocanoa de patrulla para el 203.er Squadron de la RAF, basado en Basra, Irak, Short presentó un modelo militarizado del S.8. Designado S.8/8 Rangoon, la estructura principal del fuselaje estaba revestida con duraluminio y las superficies de vuelo estaban parcialmente revestidas y recubiertas de tela. Los cambios más importantes fueron la provisión de una cabina cerrada para los pilotos, literas de descanso, depósitos de combustible agrandados en el ala superior, tres ametralladoras Lewis (una montada en la parte delantera de la cabina y dos en el fuselaje, detrás de las alas), bastidores de bombas debajo del ala con provisión para un máximo de 450 kg y un gran depósito de agua dulce (para uso previsto en condiciones tropicales). El 24 de septiembre de 1930, el jefe de pilotos de pruebas de Short, John Lankester Parker, voló el primer Rangoon (S1433) desde el río Medway en Rochester. A principios de 1931, los tres primeros Rangoon fueron entregados a la RAF para su entrenamiento en Felixstowe; después, en abril de 1931, fueron enviados en formación al Squadron No. 203 en Basora, donde fueron utilizados para inspeccionar y patrullar contra el contrabando en Irak y el Golfo Pérsico. Durante los siguientes tres años, se entregaron otros tres Rangoon (construidos para una especificación superior R.19/31) al mismo Squadron, donde sirvieron sin problemas hasta 1935, cuando fueron reemplazados por Short Singapore III.
Entre septiembre y octubre de 1934, tres Rangoon del 203 Squadron visitaron Australia como parte de las celebraciones del Centenario del Estado de Victoria y del Centenario de Melbourne. En agosto de 1935, cinco Rangoon fueron transferidos al 210.º Squadron en Pembroke Dock. En septiembre de 1935, se desplegaron temporalmente en Gibraltar durante la Crisis de Abisinia y todos fueron retirados del servicio a finales de 1935. Mientras tanto, Short, en Rochester, recuperó el primer Rangoon (S1433) y fue utilizado por Air Pilots Training Ltd para los equipos de entrenamiento de Imperial Airways en Hamble, hasta que fue dado de baja a finales de 1938.
Short Brothers también desarrolló, a partir del diseño básico Singapore/Calcutta, y por encargo de la Marina Imperial japonesa, un hidrocanoa de largo alcance propulsado por motores lineales V12 Rolls Royce Buzzard de 712 kW (955 hp), producidos bajo licencia, para ser construido, también con licencia, por la compañía Kawanishi Kōkūki. La compañía Short construyó el prototipo S.15 K.F.1 en su factoría de Rochester; fue enviado desmontado por vía marítima hasta Yokosuka, Japón, donde sería ensamblado y botado al agua en marzo de 1931. Kawanishi fabricó cuatro aparatos de este tipo, designándolos Kawanishi H3K.

## Historial operacional

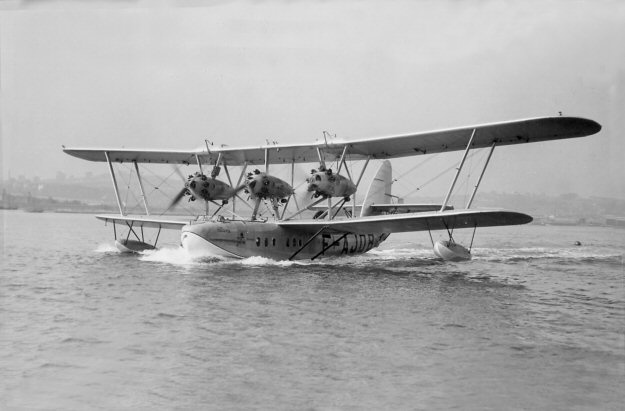
Short S.8 F-AJDB comprado por el gobierno francés en 1929.

El S.8 Calcutta realizó su primer vuelo el 14 de febrero de 1928, a los mandos del piloto principal de pruebas de Short Brothers, John Lankester Parker, con el comandante Herbert G. Brackley de Imperial Airways como copiloto. El 15 de marzo de 1928, este avión (registrado como G-EBVG) fue entregado al Marine Aircraft Experimental Establishment (Establecimiento Experimental de Aviones Marinos) en Felixstowe, para evaluar sus controles de aeronavegabilidad y manejo en el mar; estos se completaron con éxito el 27 de julio del mismo año y el avión fue enviado a Short ese mismo día, siendo entregado a Imperial Airways el 9 de agosto de 1928. El 1 de agosto de 1928, Parker, acompañado por Oswald Short, voló el G-EBVG a Westminster y amerizó en el Támesis, entre los puentes de Vauxhall y Lambeth, donde estuvo amarrado en el Albert Embankment durante tres días para que lo inspeccionaran los miembros del Parlamento (incluido el entonces Canciller de Hacienda Winston Churchill), miembros de la Cámara de los Lores y otros. Muy pronto, a este aparato se le unió el segundo, G-EBVH City of Athens. Al final de sus pruebas, volaron desde Southampton hasta Génova para trabajar en el tramo mediterráneo de la línea Génova-Roma-Nápoles-Corfú-Atenas-Tobruk (Libia), y que finalizaba en Alejandría, donde se trasbordaba a un de Havilland DH.66 Hercules que ya los estaba esperando, para volar con escalas a la India británica. El primer vuelo desde Génova tuvo lugar a principios de abril de 1929.
Pronto se agregó un tercer Calcutta G-AADN City of Rome, construido en marzo de 1929; este avión no voló por mucho tiempo. El 26 de octubre del mismo año se encontró una tormenta y se vio obligado a realizar un amerizaje forzoso cerca de La Spezia. El comandante envió un SOS, pero el rescate llegó demasiado tarde; el avión se hundió, junto con cuatro pasajeros y tres tripulantes. Short entregó dos nuevos aviones, el G-AASJ City of Khartum y el G-AATZ City of Salonica. Sin embargo, pronto surgieron nuevos problemas: en noviembre de 1929, los italianos prohibieron volar a través de su espacio aéreo, por lo que se tuvo  que cambiar la ruta; los pasajeros viajaban en tren desde París en el Orient Express hasta Tesalónica, donde eran esperados por un Calcutta, con destino a África. En mayo de 1931, las tensiones entre Italia y Gran Bretaña disminuyeron y los aviones volvieron a Génova. El 17 de octubre de 1931, los italianos volvieron a cerrar su espacio aéreo a los británicos, pero dejaron el puerto de Bríndisi abierto; era allí donde los pasajeros, que desde París viajaban ahora en tren, al llegar, embarcaban hacia Atenas en el Short S.8, con destino a Haifa (Palestina). Esto reducía el viaje de Londres a Bagdad de ocho a seis días.
En enero de 1932, el Calcutta cedió su lugar en estas rutas a los nuevos Short S.17 Kent, mientras que estos aparatos comenzaron a servir la ruta Alejandría-Ciudad del Cabo en su primer tramo Alejandría-Jartum y más allá del Nilo y sus afluentes hasta el puerto de Kisumu (Kenia), en el Lago Victoria.
La producción del Short S.8 Calcutta para Imperial Airways no fue la única; se construyó otro aparato para el gobierno francés, que fue matriculado F-AJDB. Según la versión oficial, se suponía que era para la flota de Air Union. En realidad, fue adquirido para estudiar la estructura y características de vuelo. En septiembre de 1929 pasó una serie de pruebas, cuyos resultados aprovechó la empresa Société des Ateliers d’Aviation Louis Breguet, que negoció una licencia de fabricación, con la que construyó cuatro unidades en su factoría en Le Havre y desarrolló a partir de ella el muy parecido pero mejorado hidrocanoa Breguet 521 Bizerte y, más tarde, el Breguet 530 Saigon.

## Especificaciones
Referencia datos: British Civil Aircraft 1919-1972 Vol. III

### Características generales
- Tripulación: Tres
- Capacidad: 15 pasajeros
- Longitud: 20,4 m (66,8 ft)
- Envergadura: 28,4 m (93 ft)
- Altura: 7,2 m (23,8 ft)
- Superficie alar: 170 m² (1829,9 ft²)
- Peso vacío: 6293 kg (13 869,8 lb)
- Peso máximo al despegue: 10 227 kg (22 540,3 lb)
- Planta motriz: 3× motor radial de nueve cilindros en estrella simple Bristol Jupiter IXF.
  - Potencia: 325 kW (448 HP; 442 CV) a 1575 rpm (máxima potencia continua); 430 kW (580 hp) a 1950 rpm (potencia de despegue) cada uno.
- Capacidad de combustible: 2200 L[6]

### Rendimiento
- Velocidad máxima operativa (Vno): 190 km/h (118 MPH; 103 kt) [7]
- Velocidad crucero (Vc): 156 km/h (97 MPH; 84 kt)
- Alcance: 1046 km (565 nmi; 650 mi)
- Techo de vuelo: 4120 m (13 517 ft)
- Régimen de ascenso: 3,8 m/s (748 ft/min)

## Aeronaves relacionadas

### Aeronaves similares
- Breguet 521 Bizerte
- Loire 70
- Kawanishi H3K
- Short Kent
- Short Singapore

### Secuencias de designación
- Secuencia S._ (interna de Short, posterior a 1921): ← S.6 - S.7 - S.8 - S.8/8 - S.10 - S.11 - S.12 →